# Zamek Gaußig
Zamek Gaußig (niem. Schloss Gaußig) – zabytkowy zamek w Doberschau-Gaußig w Saksonii (Niemcy).
Zamek po raz pierwszy wzmiankowany w 1245 jako dwór. W 1700 na zlecenie generała Rudolpha von Neitschütza żonatego z Urszulą, został zbudowany obiekt w stylu barokowym. W latach 1747-1750 kolejny właściciel Heinrich Graf von Brühl założył barokowy ogród według planów mistrza Johanna Christopha Knöffela (1686–1752). Następnym właścicielem był Karl Borromäus von Schall-Riaucour (1834–1889), zmarły w Gaußig, żonaty z Marią Josephiną von Fürstenberg (1852–1943). 

## Galeria

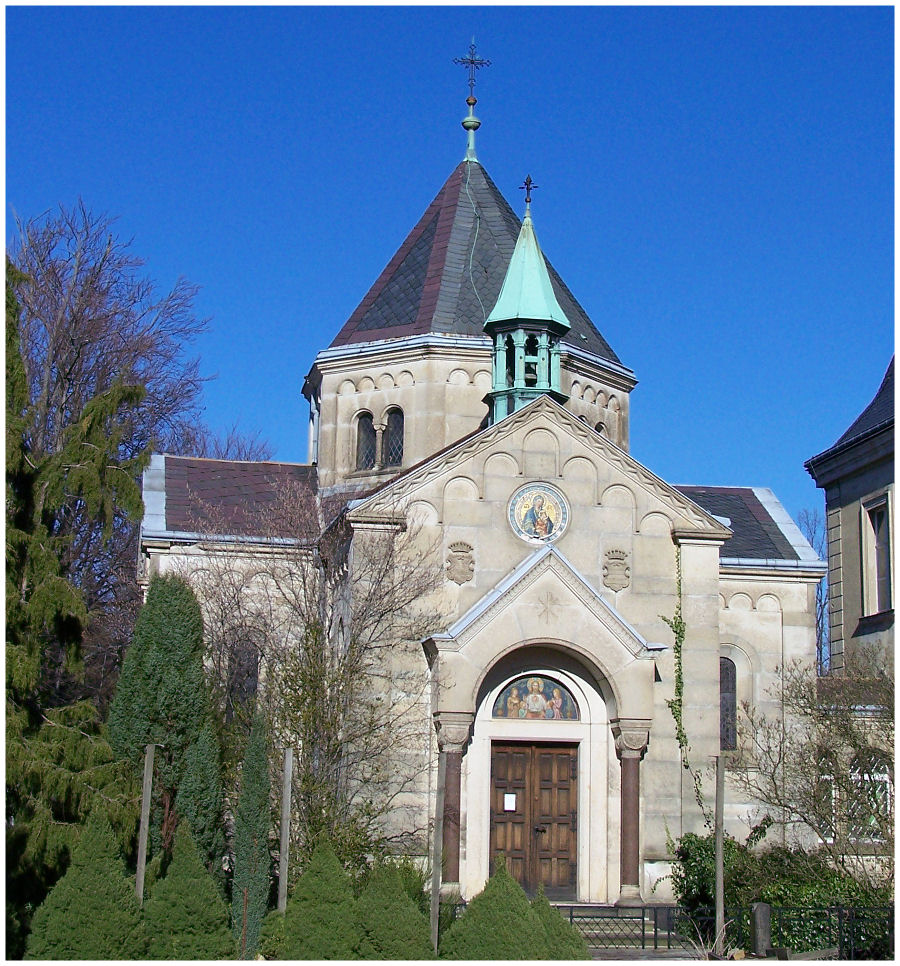
Kaplica z herbami (1894)
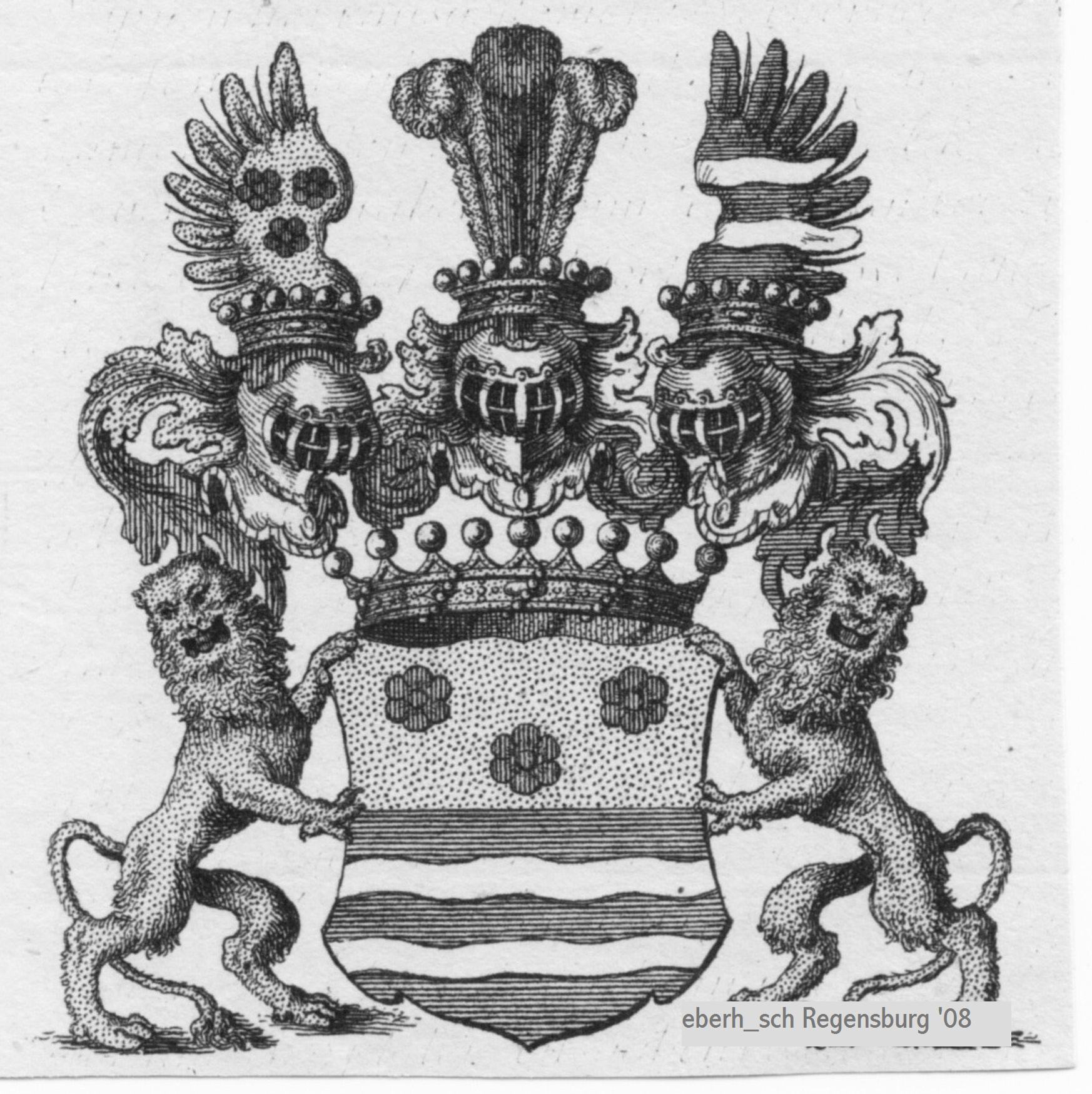
Herb Karla von Riaucour
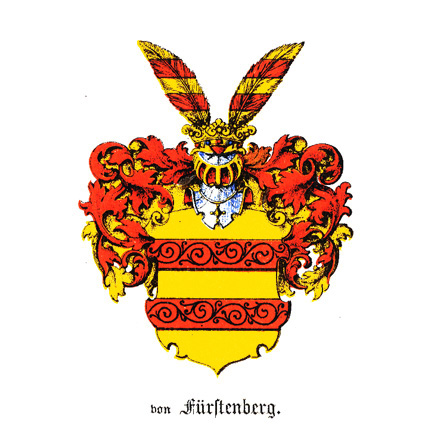
Herb Marii von Fürstenberg